# Eupithecia pediba
Eupithecia pediba là một loài bướm đêm trong họ Geometridae.